# Don O'Donoghue
Pour les articles homonymes, voir O'Donoghue.
Don O'Donoghue (né le 27 août 1949 à Kingston en Ontario- mort le 4 juin 2007) est un joueur professionnel de hockey sur glace.

## Carrière de joueur
Il joua dans la Ligue nationale de hockey pour les Seals d'Oakland et dans l'association mondiale de hockey pour les Blazers de Philadelphie, les Blazers de Vancouver et les Stingers de Cincinnati.
Il fut repêché par les Seals au 3e tour du repêchage amateur de la LNH 1969, 29e au total, des Black Hawks de St. Catharines.

## Statistiques
Pour les significations des abréviations, voir Statistiques du hockey sur glace.
| Saison     | Équipe                          | Ligue      |     | Saison régulière | Saison régulière | Saison régulière | Saison régulière | Saison régulière |    | Séries éliminatoires | Séries éliminatoires | Séries éliminatoires | Séries éliminatoires | Séries éliminatoires |
| Saison     | Équipe                          | Ligue      | PJ  | B                | A                | Pts              | Pun              | PJ               | B  | A                    | Pts                  | Pun                  |                      |                      |
| 1967-1968  | Black Hawks de Saint-Catharines | AHO        | 54  | 5                | 15               | 20               | 12               |                  |    |                      |                      |                      |                      |                      |
| 1968-1969  | Black Hawks de Saint-Catharines | AHO        | 45  | 9                | 21               | 30               | 61               |                  |    |                      |                      |                      |                      |                      |
| 1968-1969  | Université McMaster             | CIAU       |     |                  |                  |                  |                  |                  |    |                      |                      |                      |                      |                      |
| 1969-1970  | Seals d'Oakland                 | LNH        | 68  | 5                | 6                | 11               | 21               | 3                | 0  | 0                    | 0                    | 0                    |                      |                      |
| 1970-1971  | Reds de Providence              | LAH        | 25  | 9                | 8                | 17               | 20               | --               | -- | --                   | --                   | --                   |                      |                      |
| 1970-1971  | Golden Seals de la Californie   | LNH        | 43  | 11               | 9                | 20               | 10               | --               | -- | --                   | --                   | --                   |                      |                      |
| 1971-1972  | Clippers de Baltimore           | LAH        | 23  | 3                | 6                | 9                | 10               | --               | -- | --                   | --                   | --                   |                      |                      |
| 1971-1972  | Braves de Boston                | LAH        | 16  | 0                | 3                | 3                | 0                | 9                | 0  | 1                    | 1                    | 7                    |                      |                      |
| 1971-1972  | Golden Seals de la Californie   | LNH        | 14  | 2                | 2                | 4                | 4                | --               | -- | --                   | --                   | --                   |                      |                      |
| 1972-1973  | Blazers de Philadelphie         | AMH        | 74  | 16               | 23               | 39               | 43               | 4                | 0  | 1                    | 1                    | 0                    |                      |                      |
| 1973-1974  | Dusters de Broome               | N LAH      | 17  | 2                | 5                | 7                | 13               | --               | -- | --                   | --                   | --                   |                      |                      |
| 1973-1974  | Blazers de Vancouver            | AMH        | 49  | 8                | 6                | 14               | 20               | --               | -- | --                   | --                   | --                   |                      |                      |
| 1974-1975  | Oilers de Tulsa                 | LCH        | 46  | 8                | 22               | 30               | 60               | 2                | 1  | 0                    | 1                    | 2                    |                      |                      |
| 1974-1975  | Port Huron-Des Moines           | LIH        | 32  | 0                | 1                | 1                | 28               |                  |    |                      |                      |                      |                      |                      |
| 1974-1975  | Blazers de Vancouver            | AMH        | 4   | 0                | 0                | 0                | 0                | --               | -- | --                   | --                   | --                   |                      |                      |
| 1975-1976  | Stingers de Cincinnati          | AMH        | 20  | 1                | 8                | 9                | 0                | --               | -- | --                   | --                   | --                   |                      |                      |
| 1975-1976  | Gulls de Hampton                | SHL        | 45  | 15               | 26               | 41               | 59               | 9                | 2  | 6                    | 8                    | 4                    |                      |                      |
| 1976-1977  | Gulls de Hampton                | SHL        | 50  | 16               | 26               | 42               | 46               |                  |    |                      |                      |                      |                      |                      |
| 1977-1978  | Gulls de Hampton                | LAH        | 43  | 4                | 8                | 12               | 84               | --               | -- | --                   | --                   | --                   |                      |                      |
| Totaux LNH | Totaux LNH                      | Totaux LNH | 125 | 18               | 17               | 35               | 35               | 3                | 0  | 0                    | 0                    | 0                    |                      |                      |